# Episodi di Thriller (serie televisiva 1960) (seconda stagione)
La seconda stagione della serie televisiva Thriller è andata in onda negli Stati Uniti dal 18 settembre 1961 al 30 aprile 1962 sulla NBC.
| nº | Titolo originale               | Prima TV USA      |
| -- | ------------------------------ | ----------------- |
| 1  | What Beckoning Ghost?          | 18 settembre 1961 |
| 2  | Guillotine                     | 26 settembre 1961 |
| 3  | The Premature Burial           | 2 ottobre 1961    |
| 4  | The Weird Tailor               | 16 ottobre 1961   |
| 5  | God Grante That She Lye Stille | 23 ottobre 1961   |
| 6  | Masquerade                     | 30 ottobre 1961   |
| 7  | The Last of the Sommervilles   | 6 novembre 1961   |
| 8  | Letter to a Lover              | 13 novembre 1961  |
| 9  | A Third for Pinochle           | 20 novembre 1961  |
| 10 | The Closed Cabinet             | 27 novembre 1961  |
| 11 | Dialogues with Death           | 4 dicembre 1961   |
| 12 | The Return of Andrew Bentley   | 11 dicembre 1961  |
| 13 | The Remarkable Mrs. Hawk       | 18 dicembre 1961  |
| 14 | Portrait Without a Face        | 25 dicembre 1961  |
| 15 | An Attractive Family           | 1º gennaio 1962   |
| 16 | Waxworks                       | 8 gennaio 1962    |
| 17 | La Strega                      | 15 gennaio 1962   |
| 18 | The Storm                      | 22 gennaio 1962   |
| 19 | A Wig for Miss Devore          | 29 gennaio 1962   |
| 20 | The Hollow Watcher             | 12 febbraio 1962  |
| 21 | Cousin Tundifer                | 19 febbraio 1962  |
| 22 | The Incredible Doktor Markesan | 26 febbraio 1962  |
| 23 | Flowers of Evil                | 5 marzo 1962      |
| 24 | 'Til Death Do Us Part          | 12 marzo 1962     |
| 25 | The Bride Who Died Twice       | 19 marzo 1962     |
| 26 | Kill My Love                   | 26 marzo 1962     |
| 27 | Man of Mystery                 | 2 aprile 1962     |
| 28 | The Innocent Bystanders        | 9 aprile 1962     |
| 29 | The Lethal Ladies              | 16 aprile 1962    |
| 30 | The Specialists                | 30 aprile 1962    |

## What Beckoning Ghost?
- Prima televisiva: 18 settembre 1961
- Diretto da: Ida Lupino
- Scritto da: Donald S. Sanford

### Trama
- Guest star: Frank Wilcox (detective), Adele Mara (Lydia Adler), Tom Helmore (Eric Beaumont), Judith Evelyn (Mildred Beaumont)

## Guillotine
- Prima televisiva: 26 settembre 1961
- Diretto da: Ida Lupino
- Soggetto di: Cornell Woolrich

### Trama
- Guest star: Charles La Torre (dottore (Charles LaTorre), Guy De Vestel (prete), Jacques Villon (cameriere), Vance Howard (Gendarme), Robert Middleton (Monsieur deParis), Danielle De Metz (Babette Lamont), Alejandro Rey (Robert Lamont), Marcel Hillaire (Barber (M. Guillaume), Gaylord Cavallaro (Cabbie (Francois Trintineaux), Janine Grandel (Madame LaClerc), Peter Brocco (assistente del direttore), Louis Mercier (guardia), Peter Camlin (Louis), Ted Roter (prigioniero), Gregory Morton (Direttore del carcere)

## The Premature Burial
- Prima televisiva: 2 ottobre 1961
- Diretto da: Douglas Heyes
- Scritto da: William D. Gordon
- Soggetto di: Edgar Allan Poe

### Trama
- Guest star: Sidney Blackmer (Edward Stapleton), Patricia Medina (Victorine Stapleton), Lillian O'Malley (Housekeeper), William D. Gordon (dottor March), Scott Marlowe (Juilan Boucher), Boris Karloff (dottor Thorne), J. Pat O'Malley (Butler)

## The Weird Tailor
- Prima televisiva: 16 ottobre 1961
- Diretto da: Herschel Daugherty
- Soggetto di: Robert Bloch

### Trama
- Guest star: Iphigenie Castiglioni (Madame Roberti), Sondra Blake (Anna Borg), Stanley Adams (Mr. Schwenk), Gary Clarke (Arthur Smith), Henry Jones (Erik Borg), George Macready (Mr. Smith), Abraham Sofaer (Nicolai), Diki Lerner (Hans the Mannequin)

## God Grante That She Lye Stille
- Prima televisiva: 23 ottobre 1961
- Diretto da: Herschel Daugherty
- Scritto da: Robert Hardy Andrews

### Trama
- Guest star: Avis Scott (infermiera Emmons), Madeleine Taylor Holmes (Sarah), Sarah Marshall (Lady Margaret Clewer), Ronald Howard (dottor Edward Stone), Victor Buono (dottor Van de Veld), Henry Daniell (Vicar Weatherford)

## Masquerade
- Prima televisiva: 30 ottobre 1961
- Diretto da: Herschel Daugherty
- Scritto da: Donald S. Sanford

### Trama
- Guest star: Jack Lambert (Lem Carta), Dorothy Neumann (Ruthie Carta), Elizabeth Montgomery (Rosamond Denham), John Carradine (Jed Carta), Tom Poston (Charlie Denham)

## The Last of the Sommervilles
- Prima televisiva: 6 novembre 1961
- Diretto da: Ida Lupino
- Scritto da: Ida Lupino

### Trama
- Guest star: Peter Walker (Rutherford Summerville), Chet Stratton (Harvey Parchester), Phyllis Thaxter (Ursula Sommerville), Martita Hunt (Celia Sommerville), Boris Karloff (dottor Farnham)

## Letter to a Lover
- Prima televisiva: 13 novembre 1961
- Diretto da: Herschel Daugherty
- Soggetto di: Sheridan Gibney

### Trama
- Guest star: Felix Deebank (Donald Carver), Avis Scott (Estelle Weber), Richard Peel (sergente Lathrop), Ann Todd (Sylvia Lawrence), Brendan Dillon (Coggins), John Greening (ispettore Rogers), Murray Matheson (Andrew Lawrence)

## A Third for Pinochle
- Prima televisiva: 20 novembre 1961
- Diretto da: Herschel Daugherty
- Scritto da: Boris Sobelman, Mark Hanna

### Trama
- Guest star: Ann Shoemaker (Mrs. Thispin), June Walker (Deidre Pennaroyd), Edward Andrews (Maynard Thispin), Doro Merande (Melba Pennaroyd), Vito Scotti (Buddy Welsh), Ken Lynch (tenente), Barbara Perry (Babs Dawson), Burt Mustin (Redcap), Tommy Farrell (messaggero)

## The Closed Cabinet
- Prima televisiva: 27 novembre 1961
- Diretto da: Ida Lupino
- Scritto da: Jess Carneol, Kay Lenard

### Trama
- Guest star: Jennifer Raine (Lucy Mervyn), Peter Foster (George Mervyn), Olive Sturgess (Evie Bishop), David Frankham (Alan Mervyn), Mollie Glessing (Agnes), Kendrick Huxham (Andrews), Myra Carter (cameriera), Doris Lloyd (Dame Alice), Patricia Manning (Lady Beatrice)

## Dialogues with Death
- Prima televisiva: 4 dicembre 1961
- Diretto da: Herschel Daugherty
- Scritto da: Robert Arthur

### Trama
- Guest star: Estelle Winwood (Emily LeJean), William Schallert (professore McFarland), Norma Crane (Nell LeJean), Ed Nelson (Tom Ellison/Daniel Le Jean), Jimmy Joyce (Ambulance Attendant), George Kane (Harry Jarvis), Boris Karloff (Pop Jenkins/Colonel LeJean)

## The Return of Andrew Bentley
- Prima televisiva: 11 dicembre 1961
- Diretto da: John Newland

### Trama
- Guest star: Terence de Marney (Amos Wilder), Reggie Nalder (Andrew Bentley), Antoinette Bower (Sheila Corbett), Philip Bourneuf (dottor Weatherbee), Tom Hennesy (Familiar), Ken Renard (Jacob), Oscar Beregi, Jr. (padre Burkhardt), John Newland (Ellis Corbett)

## The Remarkable Mrs. Hawk
- Prima televisiva: 18 dicembre 1961
- Diretto da: John Brahm
- Soggetto di: Margaret St. Clair

### Trama
- Guest star: Hal Baylor (Pete Grogan), Bruce Dern (Johnny), Jo Van Fleet (Mrs. Hawk), John Carradine (Jason Longfellow), Donald Elson (Al), Martin Eric (Larkin), Paul Newlan (sceriffo Tom Ulysses Willetts)

## Portrait Without a Face
- Prima televisiva: 25 dicembre 1961
- Diretto da: John Newland
- Scritto da: Jason Wingreen

### Trama
- Guest star: George Mitchell (sceriffo Pete Browning), Katherine Squire (Agatha Moffat), Robert Webber (Arthur Henshaw), Jane Greer (Ann Moffat), John Banner (Martin Vanderhaven), John Newland (Robertson Moffett), Gage Clarke (dottor Josiah Grant), Alberta Nelson (Marie Browning), Brian Gaffigan (Nat Fairchild)

## An Attractive Family
- Prima televisiva: 1º gennaio 1962
- Diretto da: John Brahm
- Scritto da: Robert Arthur

### Trama
- Guest star: Joan Tetzel (Marian Farrington), Otto Kruger (Bert Farrington), Richard Long (Dick Farrington), Joyce Bulifant (Virginia Wells), Paul Barselou (Lamb), William Mims (George Drake), Will Wright (constable Walker), Leo G. Carroll (maggiore Downey), Deirdre Owens (Alice Wells)

## Waxworks
- Prima televisiva: 8 gennaio 1962
- Diretto da: Herschel Daugherty
- Soggetto di: Robert Bloch

### Trama
- Guest star: J. Pat O'Malley (Morgue Attendant), Martin Kosleck (colonnello Andre Bertoux), George Spicer (Young Man (Ronnie), Amy Fields (Irene (Irene Coulter), Oskar Homolka (Pierre Jacquelin), Antoinette Bower (Annette Jacquelin), Ron Ely (Hudson (Detective Mike Hudson), Alan Baxter (sergente Dane), Booth Colman (tenente Bailey), June Kenney (ragazza)

## La Strega
- Prima televisiva: 15 gennaio 1962
- Diretto da: Ida Lupino
- Scritto da: Alan Caillou

### Trama
- Guest star: Jeanette Nolan (La Strega), Ramón Novarro (Maestro Giuliano), Ursula Andress (Luana), Alejandro Rey (Tonio Bellini), Ernest Sarracino (Padre Lupari), Frank DeKova (tenente Vincoli)

## The Storm
- Prima televisiva: 22 gennaio 1962
- Diretto da: Herschel Daugherty
- Scritto da: William D. Gordon

### Trama
- Guest star: Nancy Kelly (Janet Wilson), David McLean (Ben Wilson), James Griffith (Ed Brandies)

## A Wig for Miss Devore
- Prima televisiva: 29 gennaio 1962
- Diretto da: John Brahm
- Scritto da: Donald S. Sanford

### Trama
- Guest star: Patricia Barry (Shelia Devore), John Fiedler (Herbert Bleake), Linda Watkins (Arabella Foote), John Baragrey (George Machik), Maurice Dallimore (Boker), Barry Bernard (Chester), Kendrick Huxham (Bishop), Jonathan Morris (Boker), Pamela Searle (Meg Payton), William O'Connell (Chester), Bernard Fein (Lester Cline), Ina Victor (Betty), Herbert Rudley (Max Quinke)

## The Hollow Watcher
- Prima televisiva: 12 febbraio 1962
- Diretto da: William F. Claxton
- Scritto da: Jay Simms

### Trama
- Guest star: Warren Oates (Hugo Wheeler), Walter Burke (Croxton), Audrey Dalton (Meg Wheeler), Sean McClory (Sean O'Danagh), Eve McVeagh (Mrs. Curtis), Lane Bradford (Boles), Norman Leavitt (Hendricks), Sandy Kenyon (Mason), Mary Grace Canfield (Ally Rose), Denver Pyle (Ortho Wheeler)

## Cousin Tundifer
- Prima televisiva: 19 febbraio 1962
- Diretto da: John Brahm
- Scritto da: Boris Sobelman

### Trama
- Guest star: Sue Ane Langdon (Queenie de Lyte), Vaughn Taylor (Pontifax Tundifer), Jim Bannon (Police Lieutenant), Edward Andrews (Miles Tundifer), Hallene Hill (anziana), Cyril Delevanti (vecchio), Bart Patton (Young Worker), Clem Bevans (Old Gaffer), Edgar Dearing (Police Sergeant), Chet Stratton (Alfred Marvin), Dayton Lummis (Millard Braystone), Howard McNear (Jack Passasstroy)

## The Incredible Doktor Markesan
- Prima televisiva: 26 febbraio 1962
- Diretto da: Robert Florey

### Trama
- Guest star: Henry Hunter (professore Angus Holden), Richard Hale (Latimer), Dick York (Fred Bancroft), Carolyn Kearney (Molly Bancroft), Basil Howe (Charing), Billy Beck (Grant), Boris Karloff (dottor Conrad Markesan)

## Flowers of Evil
- Prima televisiva: 5 marzo 1962
- Diretto da: John Brahm
- Scritto da: Barre Lyndon

### Trama
- Guest star: Jack Weston (Maurice Reynard), Vladimir Sokoloff (Janitor), Luciana Paluzzi (Madalena), Kevin Hagen (Arno Lund), David Whorf (Student), David Garcia (Student), Gregory Gaye (presidente)

## 'Til Death Do Us Part
- Prima televisiva: 12 marzo 1962
- Diretto da: Herschel Daugherty
- Scritto da: Robert Bloch

### Trama
- Guest star: Philip Ober (Elmer), Jocelyn Brando (Myrtle), Reta Shaw (Celia Somers), Edgar Buchanan (Doc), Hurley Bell (moglie di Cowhand), Delores Wells (Flo), Phil Arnold (Curly), Frances Morris (Abbie), Walker Edmiston (Jerry), Eve McVeagh (Bonnie), Henry Jones (Carl Somers)

## The Bride Who Died Twice
- Prima televisiva: 19 marzo 1962
- Diretto da: Ida Lupino
- Scritto da: Robert Hardy Andrews

### Trama
- Guest star: Joe De Santis (colonnello Sangriento), Mala Powers (Consuelo), Peter Brocco (Padre Herrera), Eduardo Ciannelli (generale de la Varra), Franco Corsaro (Monsignor), Natividad Vacio (Cantina Proprietor), Alberto Monte (Guerilla), Roberto Contreras (Guerilla), Robert Colbert (capitano Fernandez), Marya Stevens (proprietario), Pepe Hern (tenente Contreras), Carl Don (sergente Vibora), Alex Montoya (Cemetary Custodian)

## Kill My Love
- Prima televisiva: 26 marzo 1962
- Diretto da: Herschel Daugherty
- Scritto da: Donald S. Sanford

### Trama
- Guest star: Patricia Breslin (Dinah Duffy), David Kent (Julian Guthrie), Richard Carlson (Guy Guthrie), K. T. Stevens (Olive Guthrie), Larry J. Blake (barista), Amy Douglass (Mrs. Carson), Raymond Greenleaf (Harold Carson), Kasey Rogers (Anthea Jason)

## Man of Mystery
- Prima televisiva: 2 aprile 1962
- Diretto da: John Newland
- Scritto da: Robert Bloch

### Trama
- Guest star: John van Dreelen (Joel Stone), William Windom (Lou Waters), William Phipps (Harry Laxer), Mary Tyler Moore (Sherry Smith), Yuki Shimoda (Kota), Ken Lynch (Rudy), Willis Bouchey (tenente Farnham), Mercedes Shirley (Jill Naylor), Robert Sampson (reporter), Walter Burke (Lucas), Ralph Clanton (dottore Gail)

## The Innocent Bystanders
- Prima televisiva: 9 aprile 1962
- Diretto da: John English
- Scritto da: Robert Hardy Andrews

### Trama
- Guest star: Janet Lake (Elsie Evans), Steve Terrell (Bruce Evans), John Anderson (Jacob Grant), George Kennedy (John Paterson), Jean Engstrom (Anne Grant), Clegg Hoyt (Kyle), Clancy Cooper (Chief Constable), Diki Lerner (Little Jamie), Carl Benton Reid (dottor Marcus Graham), Gale Robbins (Mary Jerold), Than Wyenn (Vane)

## The Lethal Ladies
- Prima televisiva: 16 aprile 1962
- Diretto da: Ida Lupino
- Scritto da: Boris Sobelman

### Trama
- Guest star: Pamela Curran (Gloria), Ralph Moody (Jacobson), Jackie Joseph (Miss Martin), Howard Morris (Myron Sills/Dr. Bliss), Robert Carson (Albert White), Jackie Russell (Martha Foster), Hank Brandt (Sutter), William Remick (Grant), Chet Stratton (Delevant), Marjorie Bennett (Mercedes), Rosemary Murphy (Lavinia Sills/Alice Quimby)

## The Specialists
- Prima televisiva: 30 aprile 1962
- Diretto da: Ted Post
- Scritto da: John Kneubuhl

### Trama
- Guest star: Lin McCarthy (Peter Duncan), Suzanne Lloyd (Helen Coleman), Richard Peel (London Bobby), Hedley Mattingly (Canadian Man), Alan Caillou (Police Superintendant), Lucy Prentis (Peggy Duncan), Lauren Gilbert (Tracy), Anthony Scott (Montaigne), Paddi Edwards (infermiera), John Greening (Specialist), Doris Lloyd (Landlady), Robert Douglas (Swinburne), David Frankham (Carter), Sean McClory (Galt), Ronald Howard (Martin Gresham), Ray Montgomery (Ray Coleman)